# Khatchatour Stepanian
Khatchatour Vardanovitch Stepanian (en russe : Хачатур Варданович Степанян) est un joueur russe de volley-ball né le 21 mars 1985. Il mesure 1,92 m et joue libero.

## Clubs
| Club                    | De        | À         |
| ----------------------- | --------- | --------- |
| Lokomotiv Belgorod      | 2003-2004 | 2003-2004 |
| CSKA Moscou             | 2004-2005 | 2004-2005 |
| Lokomotiv Belgorod      | 2005-2006 | 2006-2007 |
| Samotlor Nijnievartovsk | 2007-2008 | 2007-2008 |
| Gazprom-Iourga Sourgout | 2008-2009 | 2008-2009 |
| Lokomotiv Belgorod      | 2009-2010 | 2009-2010 |
| Dinamo Moscou           | 2010-2011 | 2012-2013 |
| Lokomotiv Belgorod      | 2013-2014 | ...       |

## Palmarès
- Ligue des champions (2)
  - Vainqueur : 2004, 2014
- Coupe de la CEV (1)
  - Vainqueur : 2012
- Championnat de Russie (2)
  - Vainqueur : 2004, 2013
  - Finaliste : 2006, 2010, 2011, 2012
- Coupe de Russie
  - Finaliste : 2013